# アロンソ・カーノ
アロンソ・カーノ（Alonso Cano Almansa、1601年2月19日 - 1667年9月3日）はスペインの画家、彫刻家、建築家である。スペインのバロック絵画の進展において重要な人物である。

## 略歴
グラナダで生まれた。父親のミゲル・カーノはカスティーリャ・ラ・マンチャ出身の彫刻家、建築家で父親から美術を学んだ。グラナダを1614年に訪れた画家のフアン・デル・カスティーリョ(Juan del Castillo: 1593-1657)がカーノの才能に驚き、父親にセビリアで学ばせることを勧めたとされる。1614年か1615年に家族とセビリアに移り、当時セビリアで最も有力な画家のフランシスコ・パチェーコの工房に入った。パチェーコの工房にはディエゴ・ベラスケスが学んでいて、生涯を通じて友人となった。また、彫刻家のフアン・マルティネス・モンタニェース(Juan Martínez Montañés:1568–1649)に彫刻を学んだとされてきた。修行の一方、父親との祭壇画の制作を続けていた。1627年に最初の結婚した妻が産褥で亡くなった後、1631年に画家、フアン・デ・ウセーダ(Juan de Uceda: 1570-1631)の姪と再婚した。
1683年にフェリペ4世の寵臣、ガスパール・デ・グスマンに招かれマドリードに移り宰相付きの画家になり、皇太子バルタサール・カルロス・デ・アウストリアの絵の教師も務めた。マドリードの王宮に集められた16世紀のベネチア派の絵画や、ベラスケスの作品に影響を受け、鮮やかな色使いの人物画を描くようになった。
1644 年に彼の妻が殺害され、アロンソは殺人罪で告発され、拷問も受けたとされるが、有罪は証明されなかった。この事件の後、バレンシアに移り、1年間滞在し、修道院(Convento de San Francisco)で過ごした。
1647年にマドリードの戻り、修道会(Hermandad de Nuestra Señora de los Siete Dolores)の修道士(mayordomo)になった。1651年にグラナダに戻り、聖職の資格を取るための修行をし、1652年に律修司祭(Canónigo)になった。グラナダの多くの修道院、教会の装飾画を描いた。1660年にマドリード、サラマンカに滞在し、司祭に叙階され、グラナダに戻った。亡くなるまで聖職者として働いた。

## 作品

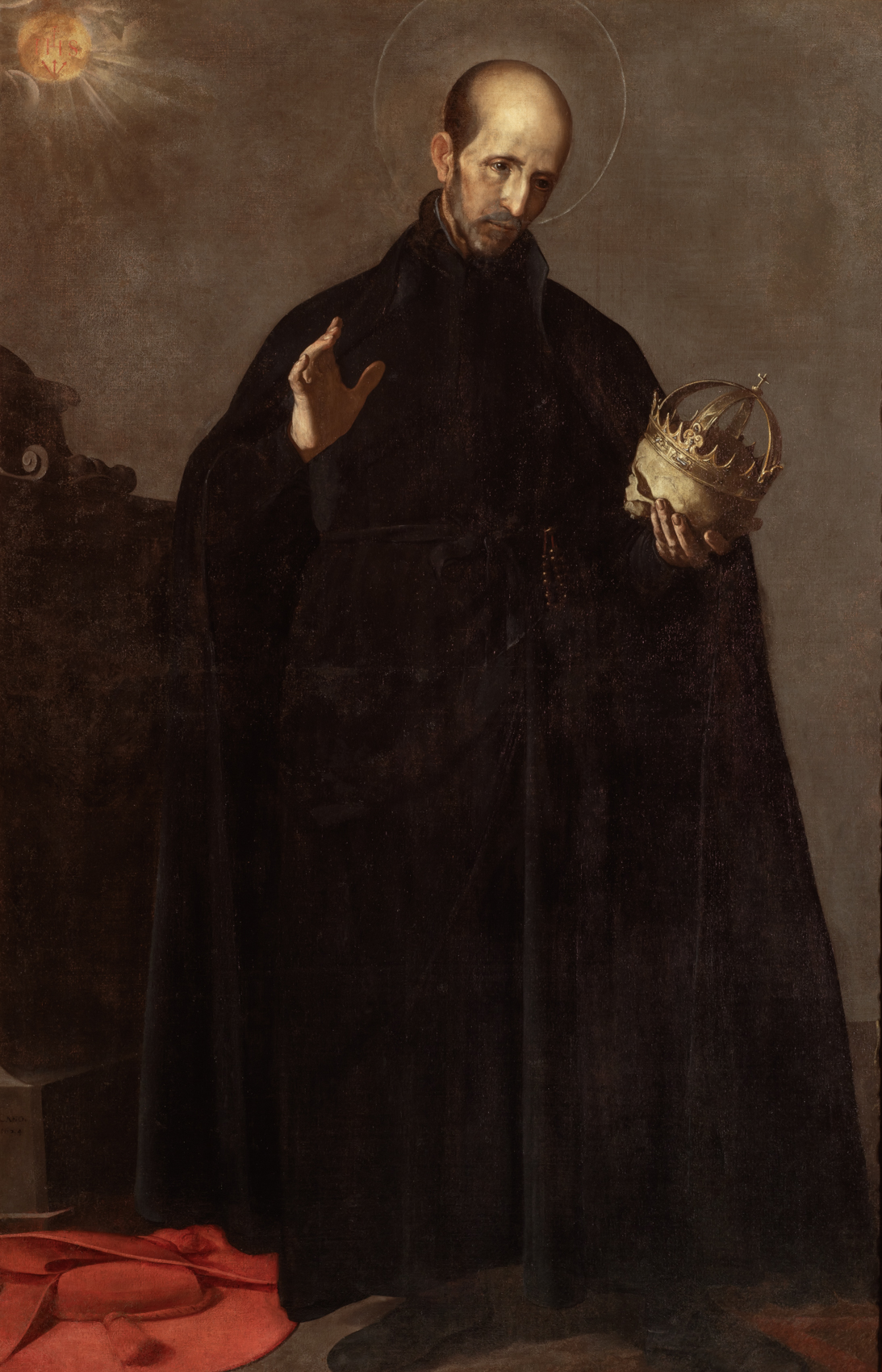
フランシスコ・ボルハ - イエズス会総長(1624年)
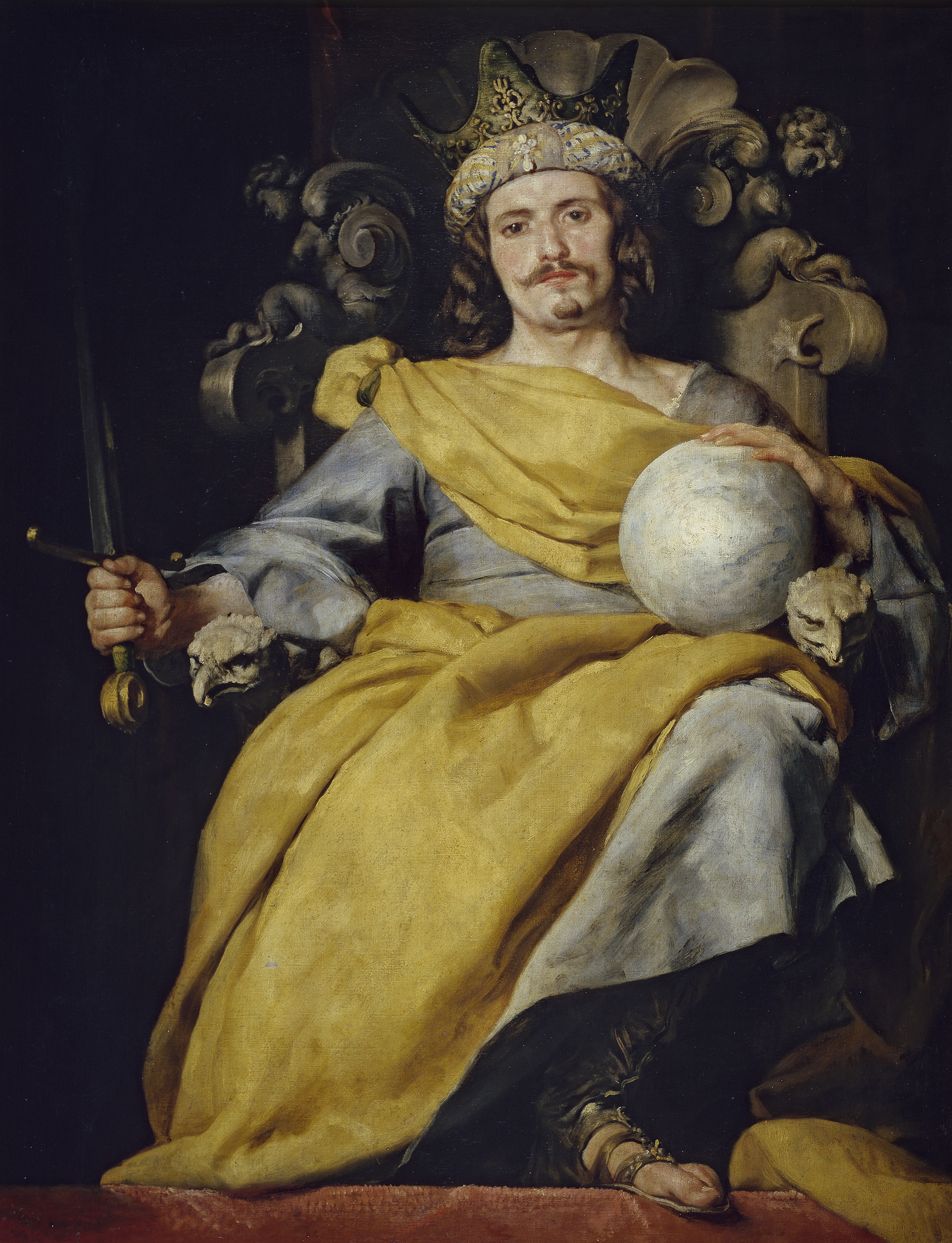
スペインの国王 (1640年)
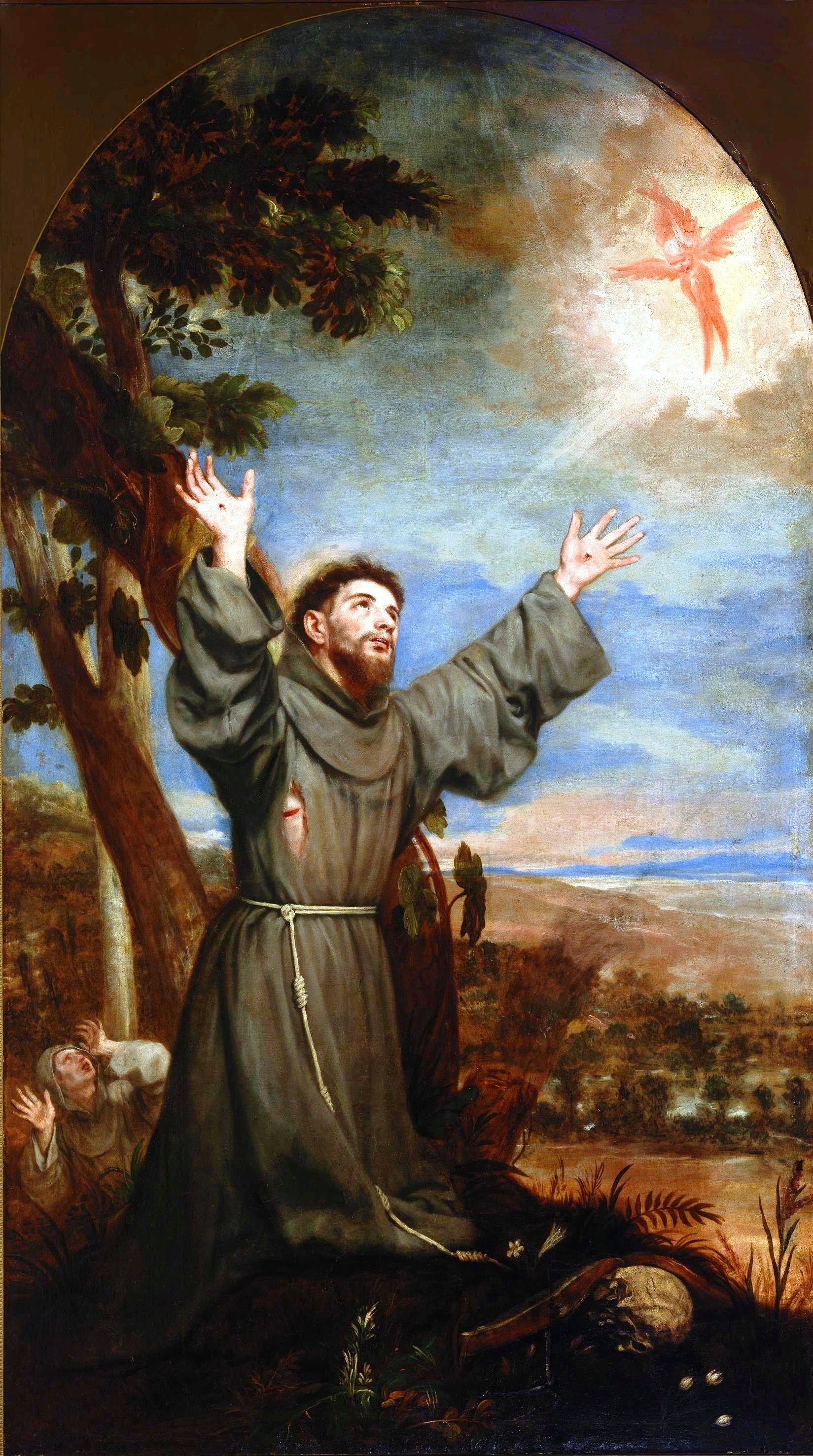
アッシジのフランチェスコ(1651年)
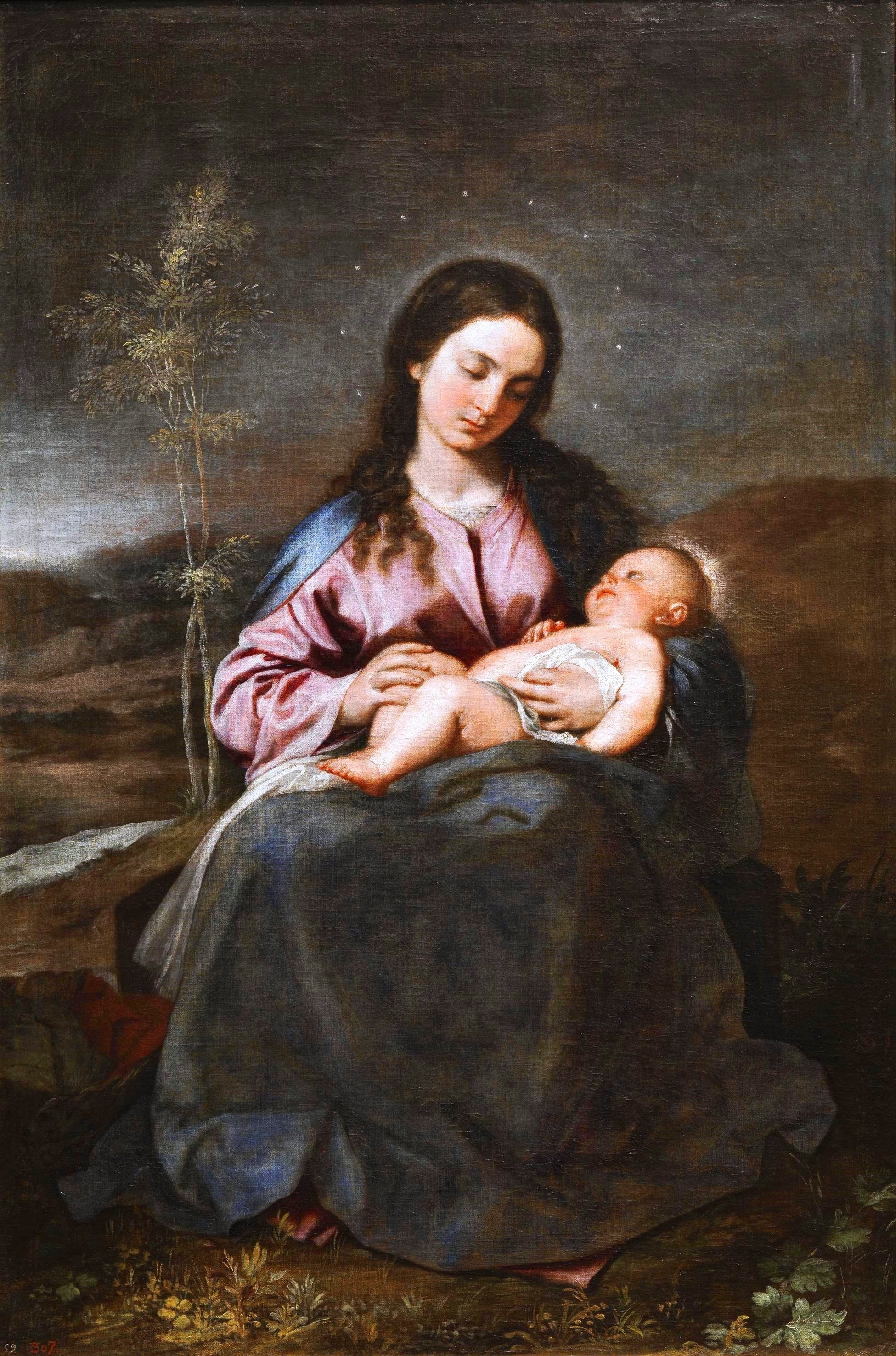
『聖母子』 (1645-1652年)
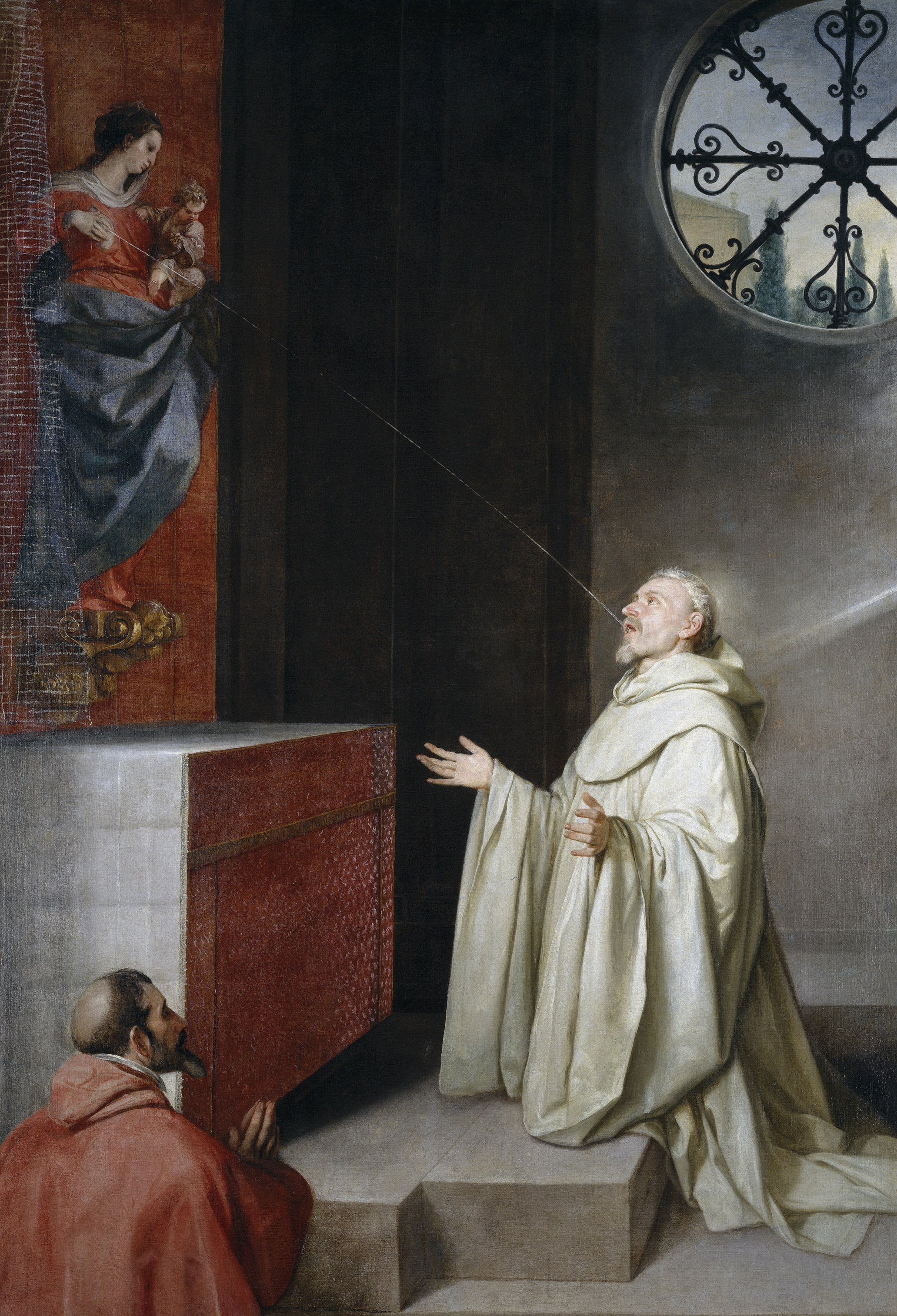
『聖ベルナルドゥスと聖母』 (1645-1652年)
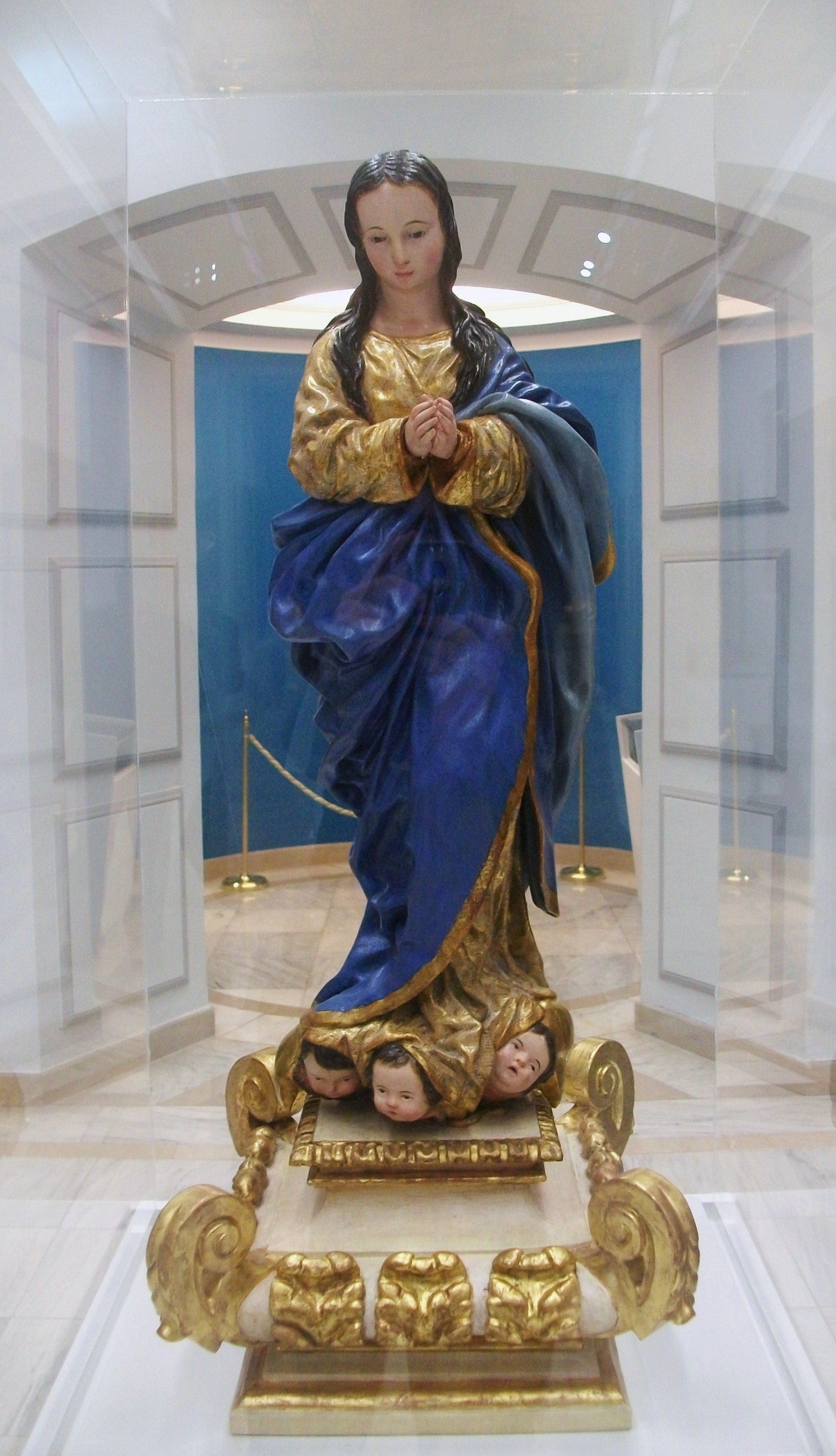
Concepció Immaculada彫刻作品